# Antony Blinken
Antony Blinken, dit parfois Tony Blinken, né le 16 avril 1962 à New York, est un haut fonctionnaire américain. Il est conseiller adjoint à la sécurité nationale de 2013 à 2015, puis secrétaire d'État adjoint de 2015 à 2017 durant la présidence de Barack Obama.
Il est secrétaire d'État des États-Unis du 26 janvier 2021 au 20 janvier 2025, sous la présidence de Joe Biden.

## Situation personnelle

### Naissance et enfance
Antony Blinken est le fils de Donald Blinken, diplomate et ambassadeur des États-Unis en Hongrie de 1994 à 1997. Juif, né à New York, il y vit jusqu'en 1971, puis suit sa mère Judith à Paris lorsque celle-ci part rejoindre son nouveau mari, l'avocat Samuel Pisar, survivant de la Shoah. Il reste en France jusqu'à la fin de ses études secondaires à l'EJM, ce qui explique sa maîtrise du français sans aucun accent. Il retourne ensuite aux États-Unis, où il étudie à l'université Harvard et à la faculté de droit de l'université Columbia.

### Formation et famille
Une fois diplômé, il pratique le droit à New York et à Paris. En 1988, il devient partisan démocrate en travaillant avec son père pour lever des fonds pour la campagne présidentielle de Michael Dukakis,,.
Diplomate de carrière, volontiers francophile après avoir vécu une dizaine d'années en France, il est connu pour être un « bon connaisseur des questions européennes et otaniennes ».
Il est le demi-frère de Leah Pisar, universitaire franco-américaine et conseillère de Bill Clinton.

## Carrière politique

### Membre du conseil de sécurité nationale
Blinken est membre du personnel du Conseil de sécurité nationale à la Maison-Blanche entre 1994 et 2001, durant la présidence de Bill Clinton. Il est d'abord assistant spécial du président et directeur senior de la rédaction des discours, puis de 1999 à 2001 directeur senior aux affaires européennes, chargé de conseiller le président Clinton dans les relations avec les pays européens, l'UE et l'OTAN.

### Comité des affaires étrangères du Sénat
De 2002 à 2008, il travaille pour le comité des affaires étrangères du Sénat, ainsi qu'au Center for Strategic and International Studies. En 2008, il rejoint la campagne présidentielle de Joe Biden, puis est membre de l'équipe de transition présidentielle de Barack Obama.

### Fonctions dans l'administration Obama

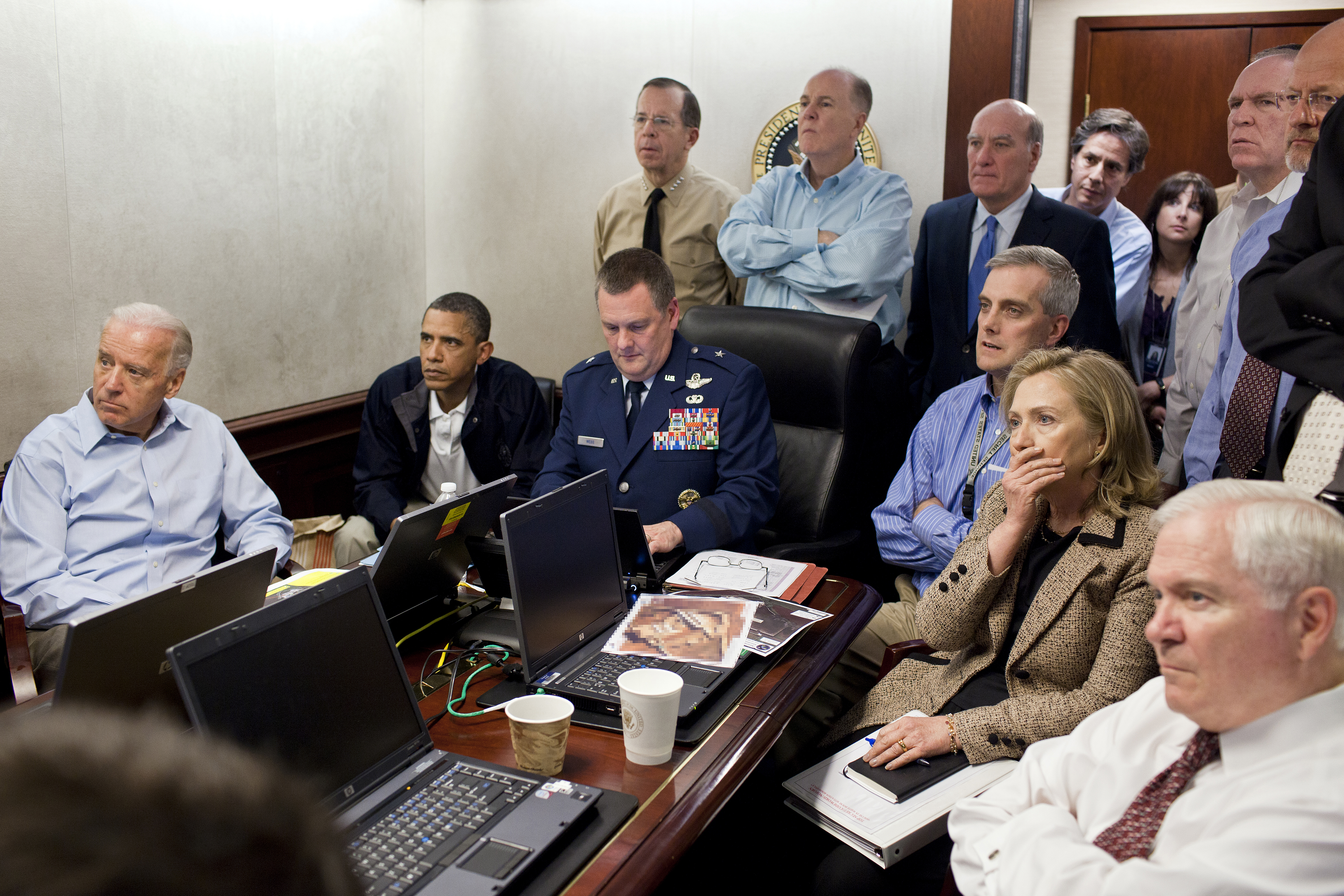
Antony Blinken (au fond, penché) est présent dans la salle de crise de la Maison-Blanche lors de l'opération visant à tuer Oussama ben Laden, en 2011.

De 2009 à 2013, il est chargé de la sécurité nationale auprès du vice-président Biden, puis entre 2013 et 2015, conseiller adjoint au Conseil de sécurité nationale sous la direction de la conseillère Susan Rice, succédant ainsi à Denis McDonough, nommé chef de cabinet de la Maison-Blanche. Il participe à la rédaction de la politique américaine sur l'Afghanistan, le Pakistan et le programme nucléaire de l'Iran.
Il se prononce en 2002 en faveur de l’invasion de l'Irak, puis en 2011 pour le bombardement de la Libye.
Pendant la guerre civile syrienne, il est favorable à une intervention contre le régime syrien après l'attaque chimique de la Ghouta en 2013. En 2017, il approuve le bombardement de la base aérienne d'Al-Chaayrate, ordonné par Donald Trump en représailles à l'attaque chimique de Khan Cheikhoun. En mai 2020, il admet les erreurs de l'administration Obama sur le dossier syrien : « La dernière administration doit reconnaître que nous avons échoué (…). Et c’est quelque chose que j’emporterai avec moi pour le reste de mes jours ».
Le 7 novembre 2014, il est choisi pour remplacer William Joseph Burns au poste de secrétaire d'État adjoint des États-Unis. Sa nomination est confirmée par le Sénat le 16 décembre, par 55 voix contre 38, et il entre en fonction le 9 janvier 2015, après un intérim de Wendy Sherman,. Il quitte son poste à la fin du mandat du président Obama, le 20 janvier 2017.

### WestExec Advisors
Proche des néoconservateurs, il est signataire avec Robert Kagan d'une tribune parue en janvier 2019 dans le Washington Post dans laquelle il affirme que la doctrine "L'Amérique d'abord" ne fait qu'aggraver la situation dans le monde, et qu'une meilleure approche est possible.
Il est cofondateur en 2018, avec Michèle Flournoy, de la firme de conseil aux entreprises WestExec Advisors.

### Secrétaire d'État de Joe Biden

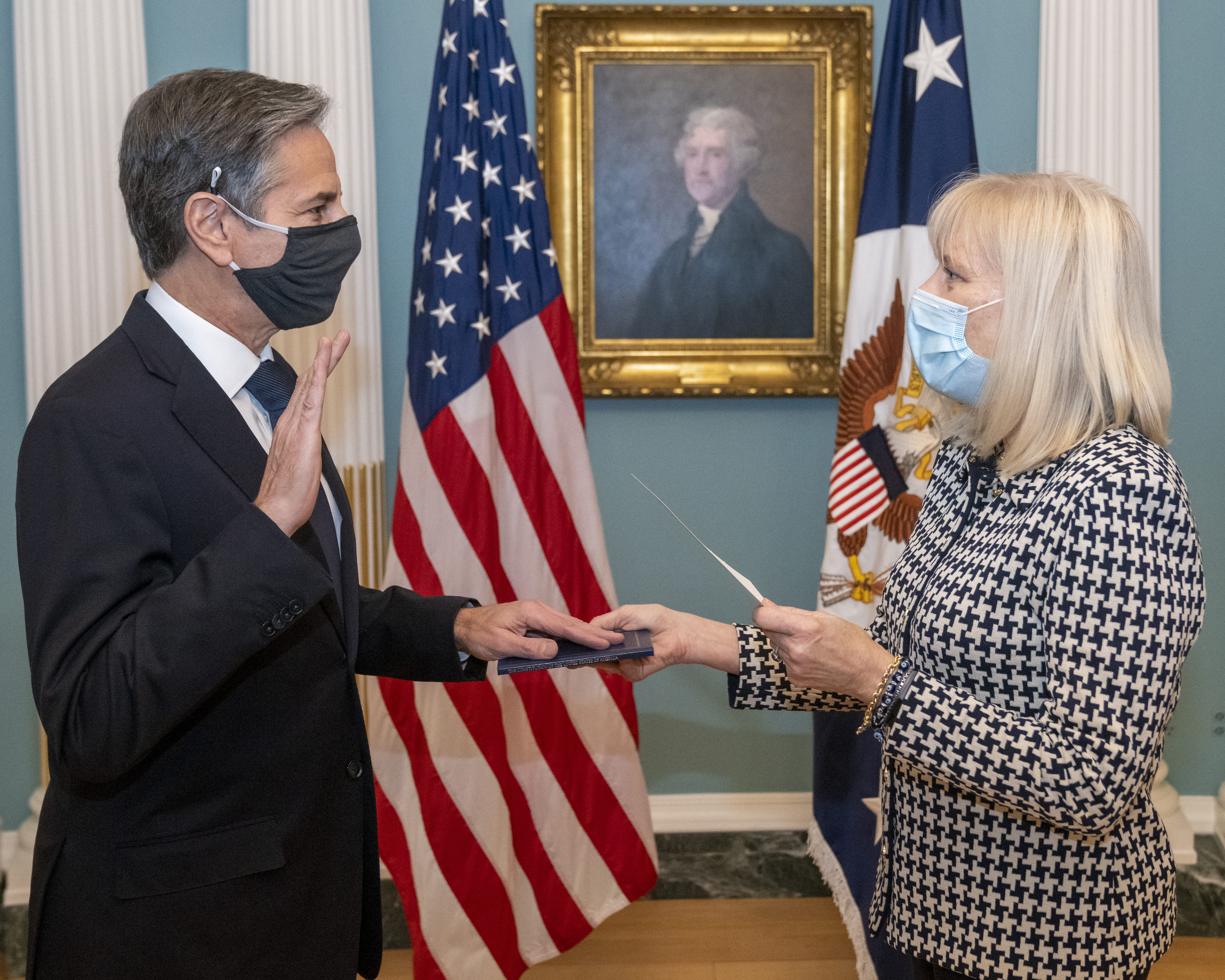
Antony Blinken lors de sa prestation de serment en janvier 2021.

Le 23 novembre 2020, Joe Biden annonce qu'il sera son secrétaire d'État. Le 26 janvier 2021, sa nomination est confirmée par le Sénat avec 78 voix pour et 22 contre.
Il annonce maintenir le soutien des États-Unis à Juan Guaidó, reconnu par l’administration Trump comme président du Venezuela, et la politique de sanctions économiques contre le pays sud-américain[réf. souhaitée]. Parallèlement, il maintient la politique de durcissement avec la Chine amorcée sous l'administration Trump en prenant la défense des populations ouïghoures, du Tibet et de Hong Kong lors de son premier appel avec le gouvernement de Pékin. Il entreprend une tournée diplomatique en Asie dès mars 2021, se rendant au Japon, en Corée du Sud et en Inde, afin de consolider l’alliance face à la Chine. Le 28 juillet 2021, lors de sa première visite en Inde en tant que secrétaire d’État, rompant avec les habitudes de l'administration de Donald Trump, il rencontre Ngodup Dongchung, le représentant du Bureau du dalaï-lama à New Delhi, ainsi que Geshe Dorji Damdul, le directeur de la Maison du Tibet à Delhi, lors d'une réunion avec d'autres chefs de la société civile.
En février 2022, il fait une tournée dans le Pacifique, en Australie, aux îles Fidji, et à Hawaï, Washington étant soucieuse de marquer son engagement en Asie ; puis en mars 2022, il se rend au Proche-Orient et au Maghreb,. Dans un discours prononcé à l’Université George-Washington, il présente la stratégie de l’administration américaine à l’égard de la Chine, affirmant sans détour que « la relation entre Washington et Pékin est désormais dominée par la compétition ».

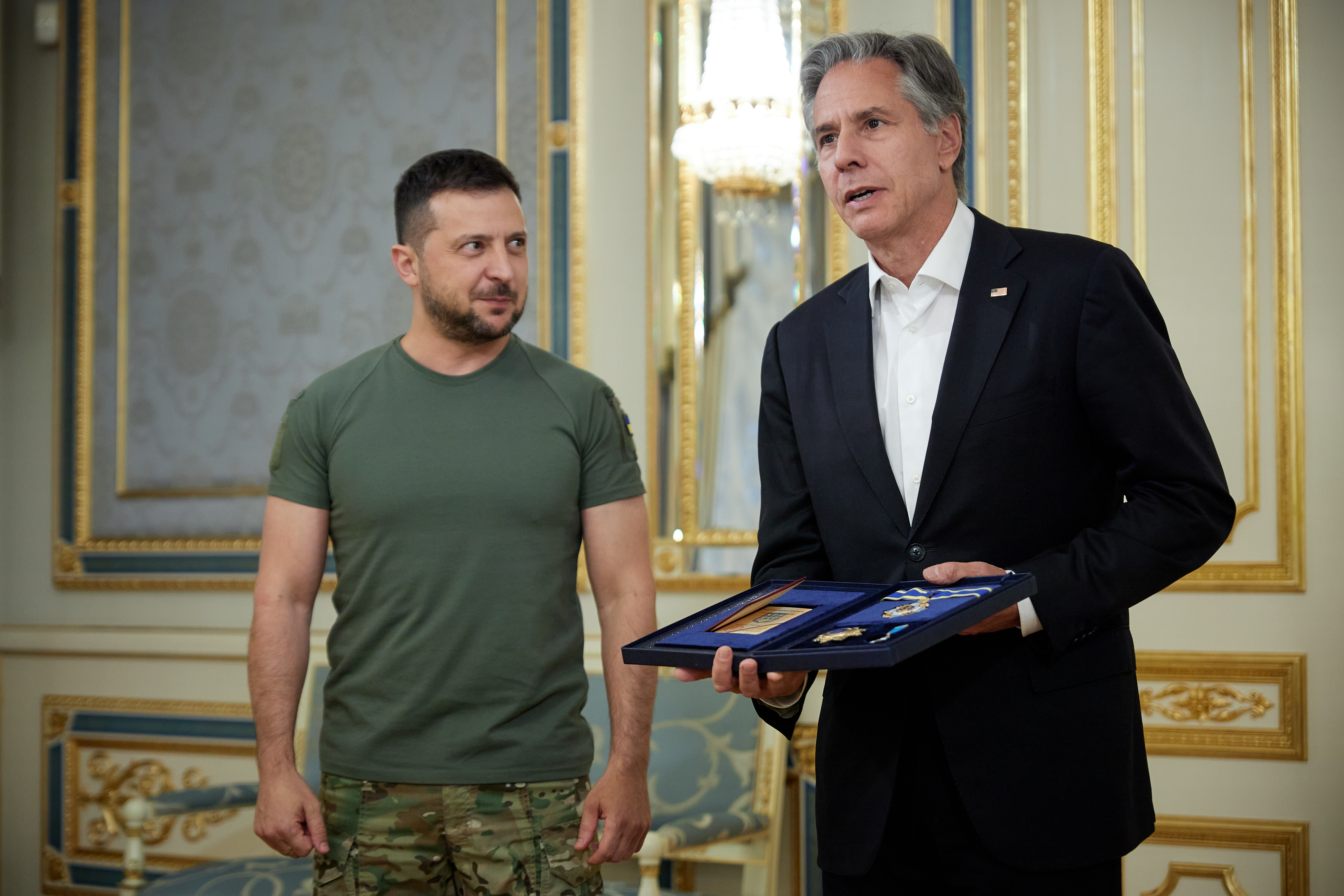
Blinken recevant l'Ordre du Prince Iaroslav le Sage de Volodymyr Zelensky, en 2022.

## Distinctions
- Grand-croix de l'ordre du mérite en faveur de la Lituanie ( Lituanie, 2023)[23].
- Commandeur grand-croix de l'ordre royal de l'Étoile polaire ( Suède, 2024)[24].
- Deuxième classe de l'ordre du Prince Iaroslav le Sage ( Ukraine, 2022)[25].
- Officier de la légion d’honneur ( 🇫🇷 France, 2025